# Martin Jackuliak
Martin Jackuliak (* 13. září 1991, Rimavská Sobota) je slovenský fotbalový záložník, od února 2014 působící v klubu OFK Dunajská Lužná.

## Fotbalová kariéra
Svoji fotbalovou kariéru začal v TJ ŠK Tempus Rimavská Sobota. Mezi jeho další angažmá patří: ŠK Slovan Bratislava, OFK Dunajská Lužná a FC Nitra.